# Germain Sarrut

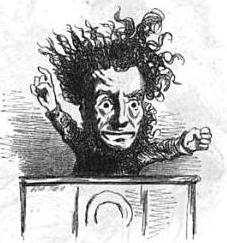
Caricature de Germain Sarrut à la tribune de l'Assemblée constituante, par Cham.

Dominique Germain Sarrut, né le 20 avril 1800 (30 germinal an VIII) à Canté(Ariège) et mort  le 31 octobre 1883 à Pontlevoy (Loir-et-Cher), est un écrivain et homme politique français.

## Biographie
Il est le second fils (sur quatre enfants) de Jean-Germain Sarrut, bourgeois de Saverdun, et de Geneviève Authier. Il a pour oncle Jacques Thomas Sarrut (1765-1813), général de division et baron de l'Empire (titre transmis à son neveu Augustin, frère aîné de Germain), mort au champ d'honneur en Espagne.. 
Germain Sarrut fait ses études secondaires comme boursier au lycée de Toulouse, puis vient à Paris étudier la médecine.
Il est pendant quelque temps prosecteur au Val-de-Grâce et préparateur du docteur Pierre Salomon Ségalas. Entré dans l'enseignement, il est nommé professeur au collège de Pontlevoy en 1822. Devenu directeur de cet établissement en 1824, il est contraint de démissionner trois ans plus tard en raison de son engagement politique pour la démocratie.

### La monarchie de Juillet (1830-1848)
Après la révolution de juillet 1830, il est président de la commission départementale de l'Ariège. Comme beaucoup de républicains et d'hommes de gauche, heureux de la chute de Charles X, il est rapidement déçu par le maintien d'un système censitaire très peu élargi. Il entre donc en opposition à la monarchie de Juillet, qu'il attaque en tant que journaliste et polémiste. Collaborateur, propriétaire et directeur de La Tribune des départements, il est confronté à plus d'une centaine de procès et est condamné à des amendes, voire à des peines de prison. 
En 1835 (et jusqu'en 1842), il entreprend, avec Edme-Théodore Bourg (dit B. Saint-Edme) et sans doute d'autres auteurs, la Biographie des hommes du jour, un recueil de notices sur ses contemporains prenant clairement parti (malgré sa devise « Justice, Vérité, Impartialité ») pour les opposants au régime, qu'ils soient républicains ou bonapartistes. L'ouvrage (complet en 6 tomes et 12 volumes) offre près de 1 400 articles, certains très étendus. Il analyse surtout l’activité politique des personnalités de gauche ; il parait bien renseigné, et parfois, la citation de nombreux extraits d’œuvres et autres pièces justificatives lui conservent un réel intérêt. Il est fait une large place aux officiers d’Empire, notamment Grouchy, ce qui ouvrit une polémique sur les responsabilités du désastre de Waterloo, les "réclamations" étant rapportées en fin des volumes.
Habitant de Pontlevoy, et devenu propriétaire de titres concernant son abbaye et son école, l'auteur ne pouvait manquer d'en écrire l'histoire, ce qu'il fait à l'occasion de l'article consacré à l'abbé Demeuré.

### La Seconde République (1848-1852)
Après la révolution de 1848, Sarrut est nommé commissaire de la République dans le Loir-et-Cher puis est élu représentant de ce département à l'Assemblée constituante, où il siège à l'extrême-gauche, avec la Montagne. Après les journées de Juin, il proteste contre l'état de siège et prend la défense des insurgés lors des conseils de guerre. Il vote contre les poursuites envers Louis Blanc et Marc Caussidière, pour l'abolition de la peine de mort, pour le droit au travail, pour la suppression de l'impôt du sel, pour la proposition Rateau, pour l'amnistie, contre l'interdiction des clubs, contre les crédits de l'expédition de Rome et pour l'abolition de l'impôt des boissons.
Réélu à l'Assemblée législative en mai 1849, Sarrut est invalidé par la majorité de droite, qui fonde cette décision sur son implication dans une ancienne faillite. S'étant présenté à une élection législative complémentaire en juillet, il est battu par Justinien Nicolas Clary, candidat bonapartiste.

### Le Second Empire
Malgré ses liens avec le mouvement bonapartiste (en 1840, il a été perquisitionné après la tentative de Coup d'État de Strasbourg), il s'oppose à la politique du président Louis-Napoléon Bonaparte, dont le coup d'État du 2 décembre 1851 éloigne définitivement Sarrut de la scène politique.

### Famille et domiciles
En 1834, il est domicilié à Paris au 17, rue Saint-Pierre-Montmartre (actuelle rue Paul-Lelong).
Il fut marié à Rosalie-Louise Paradis (native d’Auxerre ca 1792), décédée à Pontlevoy le 8 mars 1864, dont il n'eut pas d'enfants. Lui-même y mourut le 31 octobre 1883.

## Publications
- Procès à l'histoire, brochure reprise par B. Saint-Edme dans son Répertoire général des causes célèbres, anciennes et modernes, Paris, Rozier, 1834-1835.
- Études rétrospectives sur l'état de la scène tragique depuis 1815 jusqu'à 1830 - Pierre Victor, recherches artistiques et littéraires sur sa carrière théâtrale, Paris, Krabbe, 1843.
- Biographie des hommes du jour, en collaboration avec B. Saint-Edme, Paris, Librairie H. Krabbe, puis Libr. Pilout et Dépôt Général, 1835-1842, 6 tomes en 12 vol., in 4°, texte sur 2 colonnes. Divers imprimeurs (Poussielgue, Pihan-Delaforest, Thomassin, P. Baudouin et A.T. Breton).
- Paris pittoresque, en collaboration avec B. Saint-Edme, Paris, 1842, 2 vol.
- Histoire de France (suite de l’Histoire de France de Louis-Pierre Anquetil), en collaboration avec Gabriel Roux, Paris, Marescq, 1852.
- Les Fils d'Arpad, étude historique, Paris, Dentu, 1861, 212 p, 2 tableaux dépl.. Il y expose le montage généalogique de la famille de Crouy-Chanel, à la suite du procès intenté par le duc de Croÿ d'Havré. [Saffroy 39611].
- Les Fils d'Arpad et leurs détracteurs, nouvelle étude historique. Turin, Schiepatti, 1864, 102 p.. [Saffroy 39622].